# گنبد علی (دامغان)
گنبد علی مربوط به سده‌های ۷ و۸ ه.ق است و در شهرستان دامغان، روستای وامرزان واقع شده و این اثر در تاریخ ۲۵ اسفند ۱۳۸۰ با شمارهٔ ثبت ۵۶۶۷ به‌عنوان یکی از آثار ملی ایران به ثبت رسیده است.